# Kevin Lockett
Kevin Eugene Lockett (Tulsa, 4 settembre 1974) è un ex giocatore di football americano statunitense che ha militato nel ruolo di wide receiver nella National Football League (NFL).

## Biografia
Al college, Lockett giocò a football alla Kansas State University dove stabilì i record dell'istituto per yard ricevute e touchdown su ricezione segnati in carriera, superati in seguito da suo figlio Tyler. Fu scelto dai Kansas City Chiefs nel corso del secondo giro (47º assoluto) del Draft NFL 1997. Vi giocò per quattro stagioni con un massimo di 426 yard ricevute nel 1999. In seguito giocò anche per Washington Redskins (2001-2002), Jacksonville Jaguars (seconda parte della stagione 2002) e New York Jets (2003).

## Statistiche
| Ricezioni     | 130   |
| Yard ricevute | 1.738 |
| Touchdown     | 8     |